# Geert Laurijssens
Gerardus Johannes (Geert) Laurijssens (Breda, 3 augustus 1903 – Oosterhout, 11 juni 1994) was een Nederlands politicus.
Hij werd geboren als zoon van Johannes Baptist Laurijssens (1879-1948; kleermaker) en Helena Hendrika Kreugel (1882-1956). Toen hij in 1934 trouwde met H.C.J. Soeters was hij adjunct-commies ter gemeentesecretarie. In 1947 werd hij de burgemeester van Liempde als opvolger van Josephus Ernestus van den Bosch die van 1919 tot enkele maanden voor zijn overlijden in 1947 die functie vervuld had. In een krantenartikel in De Tijd uit 1957 stond dat Laurijssens alle 2600 inwoners van Liempde bij naam wist te noemen. Hij ging in september 1968 met pensioen en overleed in 1994 op 90-jarige leeftijd.